# アンドロメダ座RU星
アンドロメダ座RU星（アンドロメダざRUせい）は、アンドロメダ座の脈動変光星。学名はRU Andromedae（略称：RU And）である。

## 概要
SRA型の半規則型変光星で、238.3日の周期で9.9等と14.5等の間を半規則的に変光する。アンドロメダ座RU星が分類されるSRA型は半規則型変光星の中でも周期性の良い変光をする赤色巨星が分類される型であり、RU星自身も脈動に伴いスペクトル型がM5e-M6eの間を変化する赤色巨星である。RU星は半規則型の中では変光範囲が大きいが平均すると11等台から12等台の間を変光していることが多い。

## 導入方法
アンドロメダ座β星とγ星の間にあるが、RU星は極大でも10等と暗いためまずは近くにある5等星のτ星を見つけてτ星から探して導入する。